# 飛田廣
飛田 廣（とびた ひろし、名前は広とも 1897年 - 1947年）は日本の植物学者である。霧ヶ峰の自然誌の研究を行った。

## 略歴
茨城県に生まれた。東京高等師範学校を卒業し、1925年に旧制諏訪中学校の教諭として赴任した。1942年まで在職した。車山、八島ヶ原湿原、観音沢など霧ヶ峰周辺地域の植生調査、植物目録作成を実施した。キリガミネトウヒレン（ネコヤマヒゴタイ Saussurea modestaの別名）やシロバナノハラアザミ (Cirsium oligophyllum f. albiflorum)などの希少種、新種を発見した。1941年に本田正次と「霧ケ峰の植物」を出版した。霧ヶ峰の自然保護に貢献した。
シナノトウヒレン（Saussurea x tobitae Kitam.)の学名に献名された。

## 著作
『霧ケ峰の植物』 本田正次・飛田廣、厚生閣 (1941年）